# كلايد بوتشر
كلايد بوتشر (بالإنجليزية: Clyde Butcher)‏ هو مصور أمريكي، ولد في 1942 في كانساس سيتي في الولايات المتحدة.